# Cacyreus palemon
Cacyreus palemon är en fjärilsart som beskrevs av Pieter Cramer 1782. Cacyreus palemon ingår i släktet Cacyreus och familjen juvelvingar. Inga underarter finns listade i Catalogue of Life.

## Bildgalleri

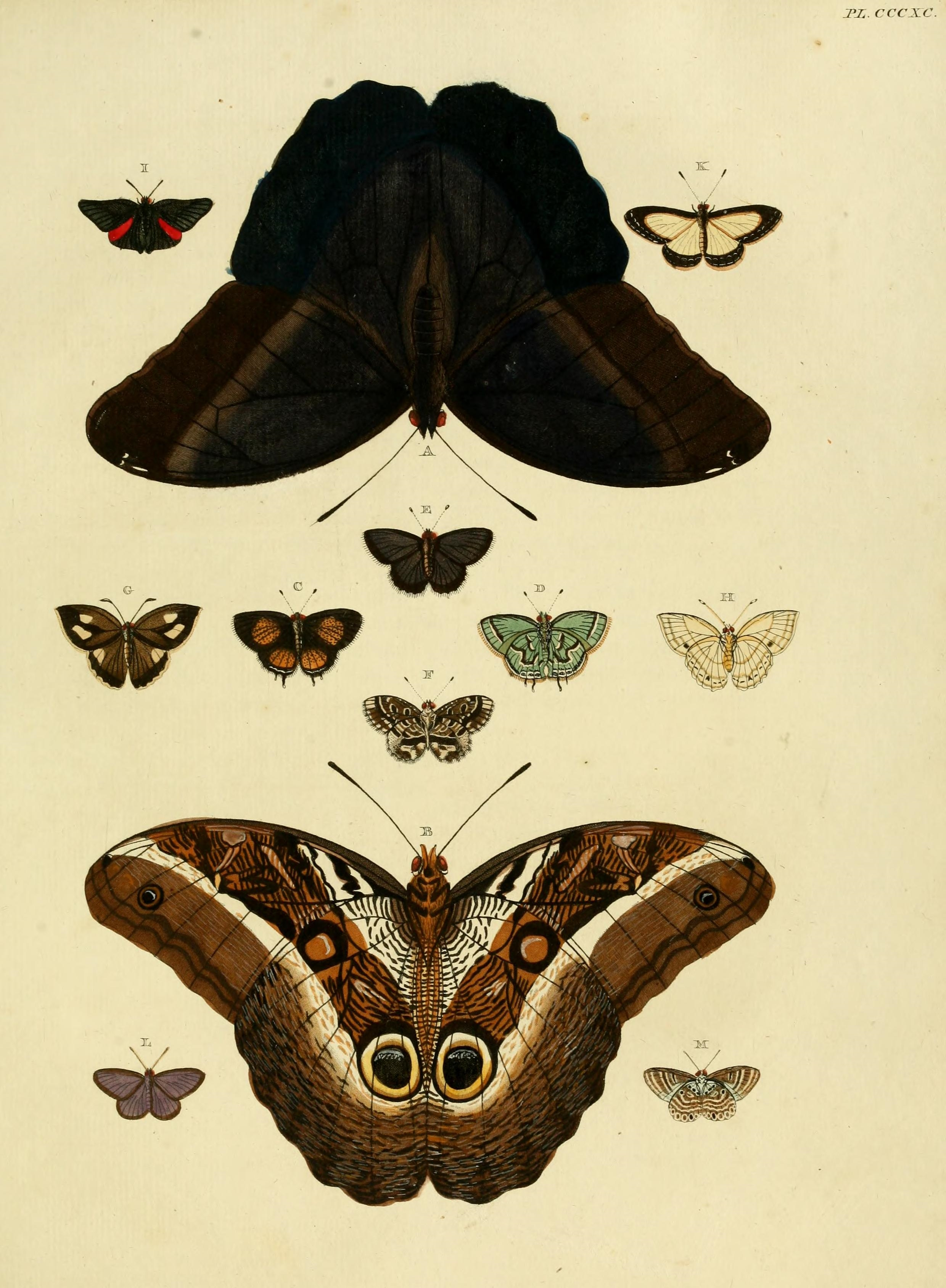